# Tmara
Tmara je otočić u Jadranskom moru, 2 km sjeverno od Primoštena. 
Položen je u smjeru istok-zapad, a dugačak je oko 800 metara. Od obale je udaljen oko 300 m.
Površina otoka je 214.851 m2, duljina obalne crte 2297 m, a visina 33 metra.

## Vanjske poveznice
|  | Zajednički poslužitelj ima još gradiva o temi Tmara |